# IFES-Nederland
IFES-Nederland is de Nederlandse afdeling van de International Fellowship of Evangelical Students (IFES). De afdeling deelt de visie van IFES-World, om studenten te ondersteunen bij het kunnen uitoefenen van invloed op hun campus, in hun kerk en in de maatschappij. Binnen IFES-Nederland geven de verschillende projecten op hun eigen manier vorm en invulling aan deze visie.

## Ontstaansgeschiedenis
Toen in 1947 de internationale christenstudentenvereniging IFES werd opgericht, werd Nederland daarin vertegenwoordigd door de C.S.B., de Calvinistische Studentenbond, een soort overkoepelende studentenorganisatie waar individuele studenten lid van konden worden. Uit de C.S.B. en enkele andere christelijke studentenorganisaties ontstond in 1959 de Commissie Nederland IFES (CNI), wat in 1984 werd omgedoopt tot IFES-Nederland.
De organisatie groeide in de jaren 60 als kool. In 1963 sloot de C.S.F.R. zich bij IFES-Nederland aan, en de Ichthusverenigingen volgden in 1964. In de loop der tijd sloten zich onder meer ook de C.S.R.-Delft (1968) en de alphaverenigingen zich bij IFES aan. De eerste VGS-verenigingen volgden in de jaren 90. Op de Navigators Studentenverenigingen, die ontstaan zijn uit een eigen internationale organisatie, na zijn inmiddels van elke landelijke christelijke studentenvereniging één of meerdere afdelingen aangesloten bij IFES Nederland.
Vanaf 2020 breidde IFES Nederland zich uit om zo een aanbod te kunnen doen aan alle studenten met vragen rondom zingeving en wetenschap. ForumC, en daarmee de projecten Geloof & Wetenschap en De Grote Vragen werden onderdeel van IFES in 2021. In 2021 werd ook gestart met Vita Community, een initiatief dat fysieke huisvesting biedt waar studenten tot rust kunnen komen en uitgedaagd worden op zoek te gaan naar het betekenisvolle leven.

## Organisatie
IFES houdt zich van oudsher bezig met ondersteuning van het Nederlands studentenwerk. In de meeste studentensteden is er een IFES-stafwerker actief die de aangesloten studentenverenigingen ondersteunt. Dit is iemand die besturen coacht, Bijbelkringleiderstraining geeft, (pastorale) gesprekken voert en lezingen houdt op de studentenvereniging. De studentenwerker stimuleert ook het onderling contact tussen studentenverenigingen, kerken en andere initiatieven in de stad.
Midden jaren 90 is de tak voor het Buitenlands Studentenwerk (BSW) van IFES-Nederland onafhankelijk geworden onder de naam IFES-BIS. Later werd dit hernoemd naar HOST. Er is in bijna elke stad een internationale studentenwerker te vinden die internationale studenten een gemeenschap biedt, Bijbelstudies organiseert en pastorale zorg verleent.
Naast het studentenwerk organiseert IFES-Nederland ook andere projecten. Dit omvat het Veritas-forum, de Passion Week, ForumC, Geloof & Wetenschap, De Grote Vragen, Vita Community en Eurekaa.nl.

## Activiteiten
IFES-Nederland organiseert jaarlijks meerdere vaste activiteiten, waaronder enkele conferenties. 

### Huidig
De drie jaarlijkse conferenties die de organisatie sinds omstreeks 2010 organiseert, zijn
- Live it! (een toerustingsconferentie voor alle studenten)
- Read it! (de Bijbelstudieconferentie voor alle studenten)
- Lead it! (een conferentie voor bestuursleden van de bij IFES aangesloten verenigingen)

### Voormalig
Tot omstreeks 2010 organiseerde IFES-Nederland de volgende drie jaarlijkse conferenties:
- de KIK (Kringleiders Instructie Konferentie, voor leiders van bijbelstudiegroepen)
- de BIK (Bestuurs Instructie Konferentie, voor aankomend bestuursleden van de bij IFES aangesloten verenigingen)
- de TOKO (ToerustingsKonferentie,een conferentie voor alle leden van de bij IFES aangesloten verenigingen). Eens in de paar jaar vond het nationale evenement niet plaats, en was er in plaats daarvan een internationaal evenement met alle bij IFES aangesloten nationale IFES-organisaties uit Europa en Eurazië. Het evenement. dat in Nederland voor het gemak bekend stond als “de internationale TOKO”, vond door de jaren heen plaats in onder meer Warschau (1994), Marburg (1997), Aschaffenburg (2000), Gyor (2004) en Linz (2008).